# Johnny Davis (baloncestista de 2002)
Jonathan Christian "Johnny" Davis (La Crosse, Wisconsin; 27 de febrero de 2002) es un jugador de baloncesto estadounidense que pertenece a la plantilla de los Westchester Knicks de la G League. Mide 1,93 metros y juega en la posición de escolta. Es hijo del exbaloncestista profesional Mark Davis.

## Trayectoria deportiva

### High school
Davis jugó al baloncesto para el instituto La Crosse Central en La Crosse, Wisconsin. En su temporada júnior promedió 23 puntos y nueve rebotes por partido, ganando los honores de Jugador del Año para el periódico La Crosse Tribune. En su último año promedió 27,4 puntos y 9,2 rebotes por partido, por lo que fue elegido Wisconsin Mr. Basketball y repitió como MVP para La Crosse Tribune.

### Universidad
Jugó dos temporadas con los Badgers de la Universidad de Wisconsin, en las que promedió 13,4 puntos, 6,2 rebotes, 1,6 asistencias y 1,1 robos de balón por partido. Como estudiante de segundo año, promedió 19,7 puntos y 8,2 rebotes por partido, siendo elegido Jugador del Año de la Big Ten Conference. Esa temporada consiguió además el Premio Lute Olson al mejor jugador universitario de la temporada con al menos dos años jugando en el mismo equipo, y el Premio Jerry West al mejor escolta universitario del país.

#### Estadísticas
| Año     | Equipo    | PJ | PT | MPP  | %TC  | %3P  | %TL  | RPP | APP | ROB | TPP | PPP  |
| ------- | --------- | -- | -- | ---- | ---- | ---- | ---- | --- | --- | --- | --- | ---- |
| 2020–21 | Wisconsin | 31 | 0  | 24.3 | .441 | .389 | .727 | 4.1 | 1.1 | 1.1 | .6  | 7.0  |
| 2021–22 | Wisconsin | 31 | 31 | 34.2 | .427 | .306 | .791 | 8.2 | 2.1 | 1.2 | .7  | 19.7 |
| Total   | Total     | 62 | 31 | 29.2 | .431 | .325 | .779 | 6.2 | 1.6 | 1.1 | .7  | 13.4 |

### Profesional
Fue elegido en la décima posición del Draft de la NBA de 2022 por los Washington Wizards.
El 6 de febrero de 2025 fue traspasado a los Memphis Grizzlies junto con su compañero de equipo Marvin Bagley III en un acuerdo de tres partes que involucró a Marcus Smart. Pero fue despedido el 20 del mismo mes sin llegar a debutar.
El 1 de marzo de 2025 firmó con los Westchester Knicks de la NBA G League.

## Estadísticas de su carrera en la NBA

### Temporada regular
| Año     | Equipo     | PJ  | PT | MPP  | %TC  | %3P  | %TL  | RPP | APP | ROB | TPP | PPP |
| ------- | ---------- | --- | -- | ---- | ---- | ---- | ---- | --- | --- | --- | --- | --- |
| 2022-23 | Washington | 28  | 5  | 15.1 | .386 | .243 | .519 | 2.3 | 1.0 | .4  | .3  | 5.8 |
| 2023-24 | Washington | 50  | 6  | 12.3 | .403 | .350 | .583 | 1.4 | .6  | .4  | .2  | 3.0 |
| 2024-25 | Washington | 34  | 0  | 7.1  | .410 | .241 | .600 | 1.1 | .3  | .4  | .2  | 2.4 |
| Total   | Total      | 112 | 11 | 11.4 | .397 | .273 | .561 | 1.6 | .6  | .4  | .2  | 3.5 |